# Epicauta subatra
Epicauta subatra är en skalbaggsart som beskrevs av Dugès 1889. Epicauta subatra ingår i släktet Epicauta och familjen oljebaggar. Inga underarter finns listade i Catalogue of Life.